# Servicio Bolivariano de Inteligencia Nacional
El Servicio Bolivariano de Inteligencia Nacional (SEBIN) es el organismo de inteligencia del gobierno de Venezuela. El SEBIN es un cuerpo de seguridad interior subordinado al Vicepresidente de Venezuela desde 2012 y depende de la Vicepresidenta Delcy Rodríguez. El SEBIN ha sido descrito como la policía política de la Revolución bolivariana.
La Misión de Determinación de Hechos de las Naciones Unidas investigó la represión selectiva de los organismos de inteligencia del Estado en Venezuela, incluyendo la del SEBIN, concluyendo que ha tenido como objetivo identificar a la disidencia política y activistas de derechos humanos, así como a otros hombres y mujeres que se percibían como contrarios al gobierno, y detenerlos. La Misión también concluyó que en algunos casos las detenciones equivalían a desapariciones forzadas de corta duración e incluían torturas, tratos crueles, inhumanos y degradantes, incluidos actos de violencia sexual.

## Historia

### Predecesores
El antecesor del SEBIN fue establecido en marzo de 1969 con el nombre de DISIP, Dirección de los Servicios de Inteligencia y Prevención, por el entonces presidente Rafael Caldera, en sustitución de la Dirección General de Policía (DIGEPOL). En 1999, el presidente Hugo Chávez inició la reestructuración de la DISIP, con comandantes y analistas seleccionados por sus atributos políticos y rumores de que algunos grupos civiles armados obtenían credenciales de tales acciones. Un comisionado retirado del SEBIN explicó que comenzaron a existir “informes sesgados e incompletos, adaptados a los nuevos oídos, que comenzaron a proliferar y que finalmente afectan la capacidad de la institución para procesar información y saber qué pasa”.

### Fundación
En 2009 el gobierno de Venezuela ordenó una reestructuración de la Dirección Nacional de los Servicios de Inteligencia y Prevención, la (DISIP), con los comandantes y analistas siendo seleccionados, a través del Decreto n.º 6.865 del 11 de agosto de 2009 bajo el mando de Miguel Rodríguez Torres. 
Ello culmina con la disolución del organismo el 4 de diciembre de 2009, por el Presidente de Venezuela, Hugo Chávez, durante una ceremonia de toma de posesión del alto mando de la Policía Nacional Bolivariana (PNB), y anunció el cambio de nombre de la DISIP, con efecto inmediato al SEBIN, el 1 de junio de 2010.
La reestructuración del SEBIN se completó en 2013 con uno de sus objetivos para garantizar la "continuidad y consolidación de la Revolución bolivariana en el poder". Al comienzo de las protestas venezolanas de 2014, los agentes del SEBIN abrieron fuego contra los manifestantes, lo que resultó en la muerte de dos personas y la destitución del general de brigada Manuel Bernal Martínez días después.

### Gobierno de Nicolás Maduro
Bajo la presidencia de Nicolás Maduro, un edificio que originalmente iba a ser una estación de metro y oficinas en Plaza Venezuela se convirtió en la sede del SEBIN apodada La Tumba, por funcionarios venezolanos, los presos políticos se encuentran cinco pisos bajo tierra en condiciones infrahumanas a temperaturas bajo cero y sin ventilación, saneamiento o luz natural. Las celdas son de dos por tres metros que tienen una cama de cemento, cámaras de seguridad y puertas enrejadas, con cada celda alineada una al lado de la otra para que no haya interacción entre los prisioneros. Esas condiciones han hecho que los presos se enfermen gravemente, aunque se les niega tratamiento médico.
Las denuncias de tortura en "La Tumba", específicamente tortura blanca, también son comunes, con algunos presos que intentan suicidarse. Tales condiciones son para obligar a los presos a declararse culpables de los delitos de los que se les acusa. según la ONG Justicia y Proceso. La tortura de los presos políticos ha incluido la captura, maltrato y en algunos casos el asesinato de sus mascotas.

## Violaciones a los Derechos Humanos

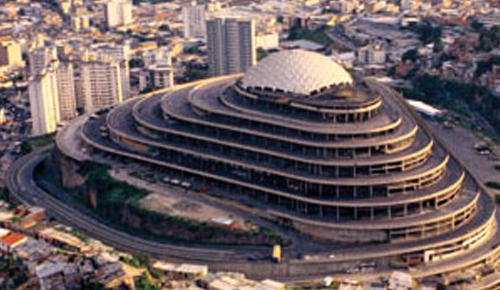
El Helicoide, la primera sede del SEBIN.

El 2 de marzo de 2015 La Comisión Interamericana de Derechos Humanos dictó medidas cautelares de protección en la resolución 6/2015 a favor de Lorent Saleh y Gerardo Carrero como respuesta a la solicitud hecha el 8 de julio de 2013 por Tamara Sujú en nombre del Foro Penal Venezolano, en la que pidió al organismo que requiera al gobierno venezolano la protección de la vida e integridad personal de Saleh y, más adelante dentro del procedimiento, también la protección de Carrero por la presunta violación de sus derechos humanos.
El documento de la CIDH reseña que Lorent Saleh y Guerrero “estarían ubicados en un sótano (cinco pisos bajo tierra), conocido como ‘La Tumba’, del edificio que funciona como sede principal del Servicio Bolivariano de Inteligencia Nacional (SEBIN)”, donde son sometidos a un “aislamiento prolongado sin contacto con otras personas, en un espacio confinado de 2×3 metros, con cámaras de vídeo y micrófonos en cada una de sus celdas, sin acceso a la luz del sol o al aire libre”, y que los dos presos han denunciado que padecen “crisis nerviosas, problemas estomacales, diarrea, vómitos, espasmos, dolores en articulaciones, dolores de cabeza, dermatitis, ataques de pánico, trastornos musculares y desorientación temporal” sin “presuntamente recibir atención médica adecuada”.
La Comisión consideró que los estudiantes "se encuentran en una situación de gravedad y urgencia, puesto que sus vidas e integridad personal estarían en riesgo", y de acuerdo con el artículo 25 de Reglamento de la CIDH el organismo le pidió  al gobierno venezolano que adoptara las medidas necesarias para preservar la vida y la integridad personal de los detenidos, particularmente proporcionar la atención médica adecuada de acuerdo con las condiciones de sus patologías, y que asegurara que sus condiciones de detención se adecuaran a estándares internacionales, tomando en consideración su estado de salud actual. El 20 de abril Lorent intentó suicidarse en su celda, hecho que fue evitado por los funcionarios del SEBIN. Su abogado denunció que para entonces no había recibido respuesta por parte del Ministerio Público sobre la solicitud de realizarle evaluaciones psiquiátricas a Lorent Saleh y a Gabriel Valles Sguerzi.
En 2020, la Misión internacional independiente de determinación de los hechos sobre la República Bolivariana de Venezuela de las Naciones Unidas reveló un informe que refleja palabras del exdirector del SEBIN Manuel Cristopher Figuera, que al asumir su cargo en octubre de 2018, afirma que encontró una política y un “comportamiento cultural” de tortura en el SEBIN. Dijo que los actos podían comenzar como malos tratos, como negar alimentos o agua, y luego se volvían más graves, según la reacción de la víctima o la actitud de los funcionarios involucrados. Dijo a la Misión que el presidente Maduro decidió quiénes serían torturados, quiénes permanecerían detenidos y quiénes serían liberados. Según las investigaciones de la Misión, los actos se cometieron generalmente durante los interrogatorios para extraer confesiones o información, incluidas las contraseñas telefónicas y de redes sociales, o para obligar a una persona a incriminarse a sí misma o a otras personas, en particular a líderes de la oposición de alto perfil.
Según el informe antes mencionado, en siete casos, funcionarios del SEBIN perpetraron actos de violencia sexual o de género contra personas detenidas en un intento de obtener confesiones o información que implicara a otros, o para degradarlos, humillarlos o castigarlos. Durante el interrogatorio, funcionarios del SEBIN amenazaron con violar a las personas detenidas, tanto hombres como mujeres, utilizando partes del cuerpo y/o objetos. También amenazaron con violencia sexual o de otro tipo contra las mujeres de la familia de los detenidos. Según entrevistas hechas por La Misión a miembros de la Fundación Corazón Valiente, funcionarios amenazaron con violar a la novia de un detenido para obtener información de él.
La misión recaudó testimonios de ex detenidos y detenidas de SEBIN que dijeron haber presenciado la tortura de otras personas detenidas en las instalaciones del SEBIN, incluidas personas retenidas por motivos no políticos. En algunos casos, testigos describieron haber visto actos de tortura de cercano o haber compartido celdas con personas visiblemente heridas. Testigos ubicados en algunas celdas de El Helicoide, en particular la celda de mujeres de 2014 a 2018, describieron haber escuchado frecuentes torturas de hombres y mujeres durante los interrogatorios. Las celdas de ese pasillo estaban situadas directamente debajo de las oficinas de unos oficiales de alto rango. Debido a las particularidades en la construcción del edificio, el sonido se podía escuchar con claridad. Los actos que se escucharon incluyeron palizas, asfixias, descargas eléctricas y actos de violencia sexual, incluida la violación de al menos una mujer detenida por motivos no políticos en diciembre de 2015. Múltiples testigos también describieron incidentes en los que guardias del SEBIN en El Helicoide se encontraban notablemente bajo la influencia del alcohol y/u otros estupefacientes. Mientras estaban bajo la influencia de esas sustancias, guardias de menor rango, tanto hombres como mujeres, a veces apuntaban con sus armas a las celdas de los reclusos y amenazaban con matarlos o violarlos. Funcionarios y funcionarias del SEBIN amenazaron con poner a los detenidos, tanto hombres como mujeres, en situaciones “en las que podrían ser violados” por otros reclusos, ya sea en El Helicoide o en la población general de otras prisiones. La Misión documentó casos en que esas amenazas o insultos se dirigían específicamente contra miembros de la comunidad LGBT.
Al menos dos personas murieron bajo la custodia del SEBIN: Fernando Albán Salazar y Rodolfo Pedro González, piloto retirado acusado de conspirar contra el gobierno. En 2021 Tarek William Saab reconoció que la muerte de Fernando Albán consistió en un asesinato. La tortura de los presos políticos ha incluido la captura, el maltrato y, en algunos casos, el asesinato de sus mascotas.

### Acciones contra periodistas
Según El Nacional, el SEBIN había allanado en varias ocasiones instalaciones de reporteros y defensores de derechos humanos. También se afirmó que el SEBIN ocasionalmente intimidaba a los reporteros siguiéndolos en vehículos sin identificación donde el personal del SEBIN «vigilaba sus casas y oficinas, los lugares públicos como panaderías y restaurantes, y les enviaba mensajes de texto a sus teléfonos celulares».
Tras el incidente de los Narcosobrinos en el que los sobrinos del presidente Maduro fueron arrestados en Estados Unidos por narcotráfico, la reportera de Associated Press Hannah Dreier, quien había sido premiada por sus reportajes sobre Venezuela, fue detenida por agentes del SEBIN en Sabaneta, Barinas. Los agentes del SEBIN la amenazaron durante un interrogatorio, diciendo que la decapitarían como lo hizo el Estado Islámico con James Foley y dijeron que la dejarían ir por un beso. Finalmente, los agentes dijeron que querían coaccionar a Estados Unidos para que canjeara a los sobrinos de Maduro por Dreier, acusándola de ser una espía y de sabotear la economía venezolana.

### Espionaje público

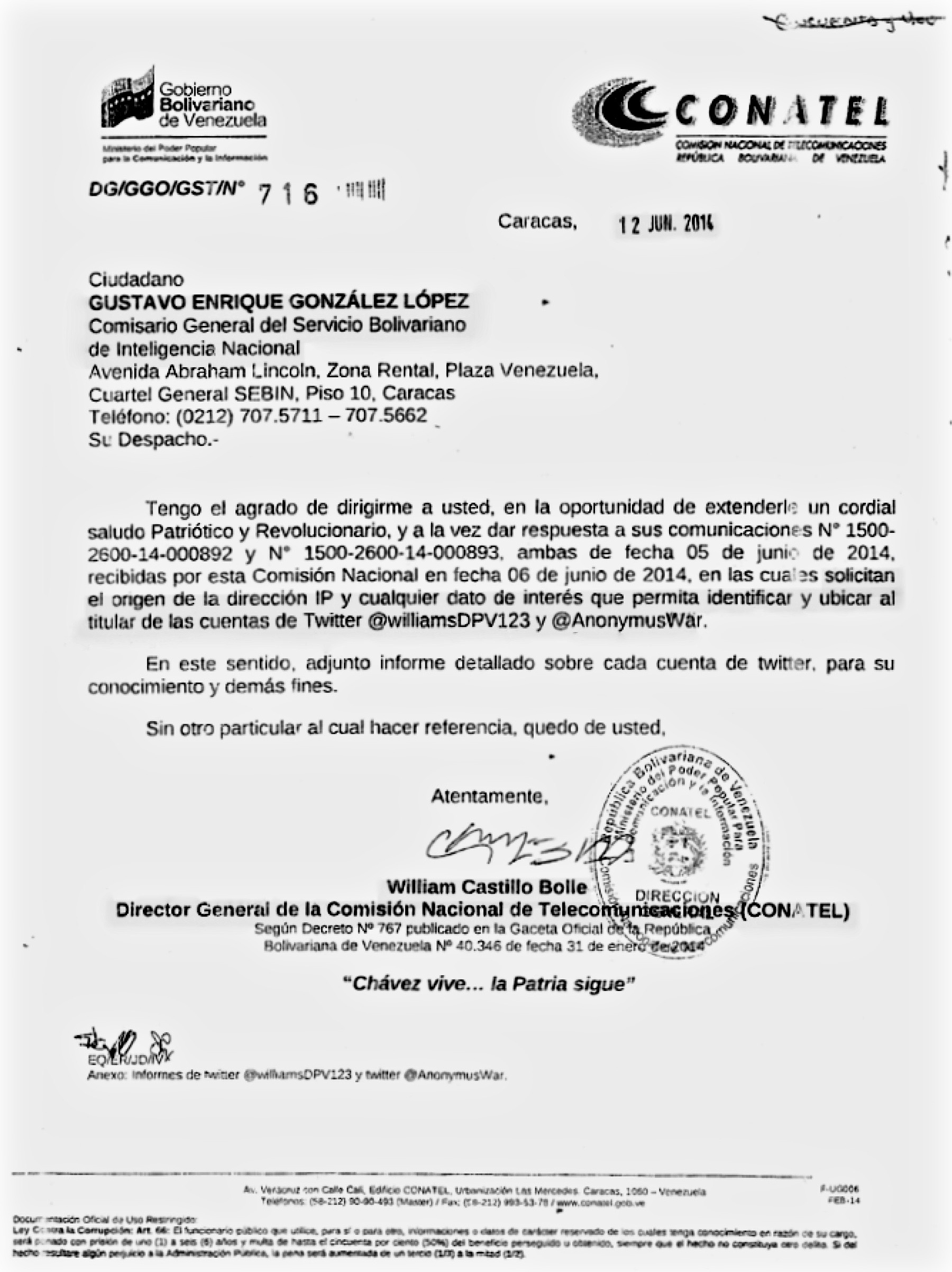
Oficio del director general de CONATEL, William Castillo Bolle, entregando información de tuiteros venezolanos al Comisario General del SEBIN, Gustavo González López

En El Nuevo Herald, exfuncionarios del SEBIN y expertos en seguridad afirman que el gobierno venezolano supuestamente ha gastado millones de dólares para espiar a los venezolanos; usan tecnología italiana y rusa para monitorear correos electrónicos, palabras clave y conversaciones telefónicas de sus ciudadanos; especialmente aquellos que utilizan el proveedor de telecomunicaciones dominante, controlado por el estado, CANTV. La información adquirida se utiliza para crear una «persona de interés» para las autoridades venezolanas, donde solo las personas seleccionadas podrían haber sido espiadas por completo y donde se creó una base de datos para monitorear a quienes públicamente no estaban de acuerdo con la Revolución Bolivariana.
En 2014, varios usuarios de Twitter fueron arrestados y enjuiciados por los tuits que publicaron. Alfredo Romero, director ejecutivo del Foro Penal Venezolano (FPV), afirmó que las detenciones de usuarios de Twitter en Venezuela eran una medida para infundir miedo entre quienes utilizaban las redes sociales y eran críticos con el gobierno. En octubre de 2014, ocho venezolanos fueron detenidos poco después de la muerte del dirigente del PSUV, Robert Serra. Aunque los ocho venezolanos fueron arrestados en octubre de 2014, el gobierno venezolano los había estado monitoreando desde junio de 2014 según documentos filtrados, y la agencia estatal de telecomunicaciones Conatel proporcionó direcciones IP y otros detalles a la agencia de inteligencia venezolana SEBIN para arrestar a los usuarios de Twitter.

#### Espionaje en la comunidad judía
En enero de 2013, Análisis24 filtró 50 documentos que mostraban que el SEBIN había estado recopilando «información privada sobre destacados judíos venezolanos, organizaciones judías locales y diplomáticos israelíes en América Latina». Parte de la información recopilada por las operaciones del SEBIN incluía fotos de la oficina, domicilios particulares, números de pasaporte e itinerarios de viaje. Se creía que los documentos filtrados eran auténticos según múltiples fuentes, incluida la Liga Antidifamación, que declaró: «Es escalofriante leer informes de que el SEBIN recibió instrucciones para llevar a cabo operaciones clandestinas de vigilancia contra miembros de la comunidad judía».

## Directores

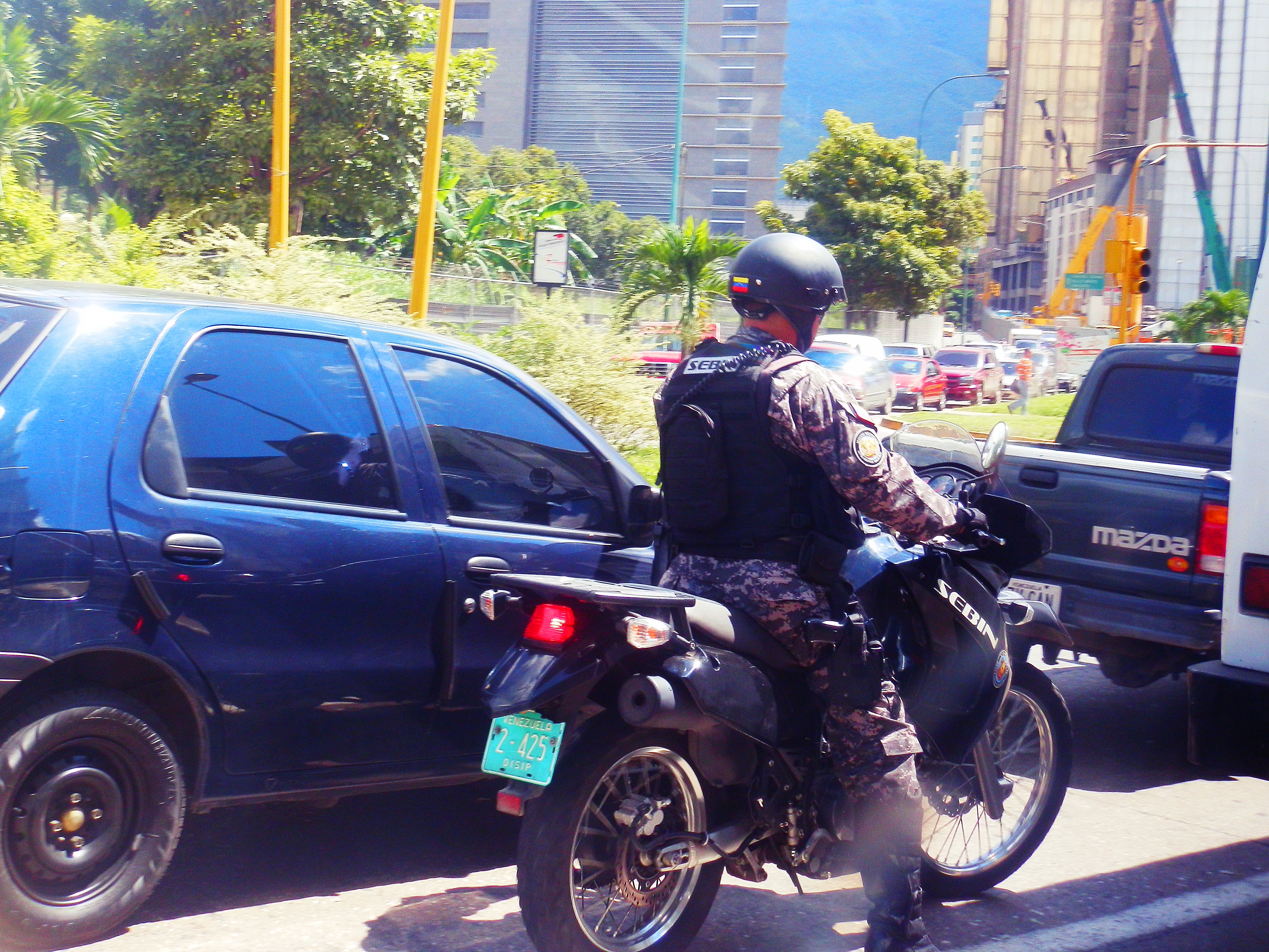
Un funcionario del SEBIN en Caracas.

| Año           | Director                  |
| ------------- | ------------------------- |
| 2010-2014     | Miguel Rodríguez Torres   |
| 2014-2014     | Manuel Bernal Martínez    |
| 2014-2018     | Gustavo González López    |
| 2018-2019     | Manuel Cristopher Figuera |
| 2019-2024     | Gustavo González López    |
| 2024-presente | Alexis Rodríguez Cabello  |

## Estructura organizativa
La estructura orgánica y funcional de este Servicio Bolivariano de Inteligencia Nacional, estará distribuida en cuatro (04) niveles:
1. Un nivel directivo:
Conformado por: 
- El despacho del director o directora general (integrado por el director o directora general, director o directora de control operacional, director o directora de control administrativo y el secretario general)

2. Un nivel de apoyo administrativo:
Este estará estructurado por las unidades con rango de Dirección de Línea y se conformará por: 
- Oficina de Asesoría Legal;
- Oficina de Gestión Humana;
- Oficina de Gestión Administrativa;
- Oficina de Planificación y Presupuesto;
- Oficina de Sistemas y Tecnología de Información;
- Oficina de Operaciones y Servicios;
- Oficina de Asuntos Internos y
- Centro de Estudios de Inteligencia.

3. Un Nivel Sustantivo:
Este nivel estará estructurado por las unidades con rango de Dirección de Línea y se conformará por: 
- Dirección de Regiones de Inteligencia,
- Dirección de inteligencia,
- Dirección de Contrainteligencia,
- Dirección de Investigaciones Estratégicas y
- Dirección de Acciones Inmediatas.

4. Un Nivel Operacional desconcentrado Territorialmente:
Este nivel estará estructurado por las unidades con rango de Coordinación y se conformará por: 
- Región Estratégica de Inteligencia (REDIN);
- Zonas Operacionales de Inteligencia (ZODIN);
- Bases Territoriales (BT);
- Áreas de Inteligencia (ADIN).

## Área administrativa
Su área administrativa se organiza:
1. Dirección de Gestión Administrativa.
2. Dirección de Contrainteligencia: A pesar de su nombre en realidad se refiere a la Inteligencia Interior por una parte y al Contraespionaje:
- Coordinación de Orden Democrático.
- Coordinación de Apoyo al Desarrollo.
- Coordinación Contra el Terrorismo y Subversión.
- Coordinación Contra el Narcotráfico.
- Coordinación de Casos Especiales.
- Coordinación de Servicios Informativos.
- Coordinación de Energía y Petróleo.
- Coordinación de Análisis Estratégico.
- Comando Regional Unificado contra la Extorsión y Secuestro.

3. Dirección de Inteligencia: Se refiere a la inteligencia exterior, ofrece al Gobierno análisis estratégicos.
4. Dirección de Operaciones.